# 山崎義俊
山崎 義俊（やまざき よしとし）は、江戸時代中期の交代寄合表向御礼衆。備中国成羽領5代領主。

## 生涯
元文5年（1740年）7月11日 、豊後国森藩5代藩主久留島光通の六男として江戸にて生まれる。母は光通の側室高野氏。初名は久留島通有。実兄に豊後国森藩6代藩主久留島通祐、実弟に豊後国森藩7代藩主久留島通同、義兄に摂津国麻田藩8代藩主青木一新、和泉国伯太藩3代藩主渡辺信綱らがいる。正室は筑前国秋月藩5代藩主黒田長邦の娘・此子。この婚姻関係により筑前国秋月藩6代藩主黒田長恵、出雲国広瀬藩6代藩主松平近貞、上総飯野藩7代藩主保科正率らと義兄弟の関係となった。尚、久留島家と山崎家は遠縁に当たる。久留島光通の義父・森藩4代藩主久留島通政の継室（土佐国高知藩4代藩主山内豊昌の養女）の義姉が讃岐国丸亀藩2代藩主京極高豊の正室となっている。この京極高豊の四男が讃岐国多度津藩初代藩主京極高通であり、その正室は備中国成羽領2代領主山崎義方の娘である。
宝暦8年（1758年）12月3日、父光通の義妹（従妹）の夫で備中国成羽領3代領主山崎尭治の嫡男山崎信盛が急逝したため、末期養子として成羽領5,000石の家督を相続した。家督相続の際に改名し山崎義俊となった。宝暦9年（1759年）3月15日、家督相続許可の御礼として9代将軍徳川家重に拝謁している。同年6月12日、幕府の許可を得て成羽へのお国入りを果たす。領主在任中は養父信盛と同様に罪人預かりなどを命じられている。安永7年（1778年）12月12日、幕府に隠居を願い出て許されたため、家督である成羽領5,000石を長男義孝に譲り隠居した。ただ長男義孝は翌年早世し、さらにその遺跡を継いだ次男義苗、四男で筑前国秋月藩主の黒田長堅も相次いで早世するなど、息子達に次々先立たれ不幸が続いた。最終的に三男義徳が成羽領5,000石の家督を継承した。享和元年（1801年）7月8日、江戸にて死去。享年62歳。

## 系譜
- 実父：久留島光通（豊後国森藩5代藩主）[3]
- 実母：側室高野氏
- 養父：山崎信盛（備中国成羽領4代領主）
- 養母：但馬国出石藩2代藩主仙石政房の娘・弁子
- 正室：筑前国秋月藩5代藩主黒田長邦の娘・此子
  - 次男：黒田長堅（1770-1784） - 筑前国秋月藩6代藩主黒田長恵の末期養子として秋月藩7代藩主となる。
  - 長女：早世
- 生母不明の子女
  - 長男：山崎義孝（1758-1779） －備中国成羽領6代領主
  - 三男：山崎義苗（1765-1781） －備中国成羽領7代領主
  - 四男：山崎義徳（1769-1813） －備中国成羽領8代領主
  - 五男：山崎義進
  - 次女：交代寄合表向御礼衆下総国飯笹領松平康盛正室
  - 三女：交代寄合表向御礼衆備中国撫川領主戸川達邦正室、達邦死別後は旗本久留島通正正室
  - 四女：旗本松平正直正室、のち離縁